# Eurowings Europe
Eurowings Europe és una aerolínia de baix cost establerta a Àustria. És una filial de Lufthansa. Es posà en marxa el juny del 2016. A agost del 2019, la seva flota incloïa tres Airbus A319-100 i dotze Airbus A320-200, amb els quals duu a terme vols regionals arreu d'Europa. Està previst que quatre dels A320-200 siguin arrendats a Austrian Airlines a partir de gener del 2020. Té tres bases principals: Viena, Salzburg i Palma.